# Le Petit-Quevilly
 Le Petit-Quevilly  es una población y comuna francesa, en la región de Alta Normandía, departamento de Sena Marítimo, en el distrito de Rouen y cantón de Le Petit-Quevilly.

## Demografía
| 800                       | 775 | 825 | 1 265 | 1 455 | 2 116 | 2 379 | 2 707 | 3 105 | 3 930 | 4 655 | 4 677 | 4 981 | 6 250 | 7 680 | 10 273 | 10 688 | 11 737 | 13 948 | 14 929 | 16 682 | 17 478 | 17 959 | 18 910 | 19 474 | 19 953 | 20 798 | 21 098 | 22 876 | 22 401 | 22 876 | 22 600 | 22 332 | 21 970 |
| (Fuente: INSEE y Cassini) |     |     |       |       |       |       |       |       |       |       |       |       |       |       |        |        |        |        |        |        |        |        |        |        |        |        |        |        |        |        |        |        |        |

## Deportes
El club de fútbol local, US Quevilly, competirá desde la temporada 2024-25, en la tercera categoría del fútbol francés, el Championnat National, tras haber descendido. Disputa sus partidos de local en el Stade Robert Diochon cuyo aforo supera los 23.000 espectadores.